# Cnidus candida
Cnidus candida är en insektsart som beskrevs av Synave 1971. Cnidus candida ingår i släktet Cnidus och familjen vedstritar. Inga underarter finns listade i Catalogue of Life.